# Johann Michael Knapp

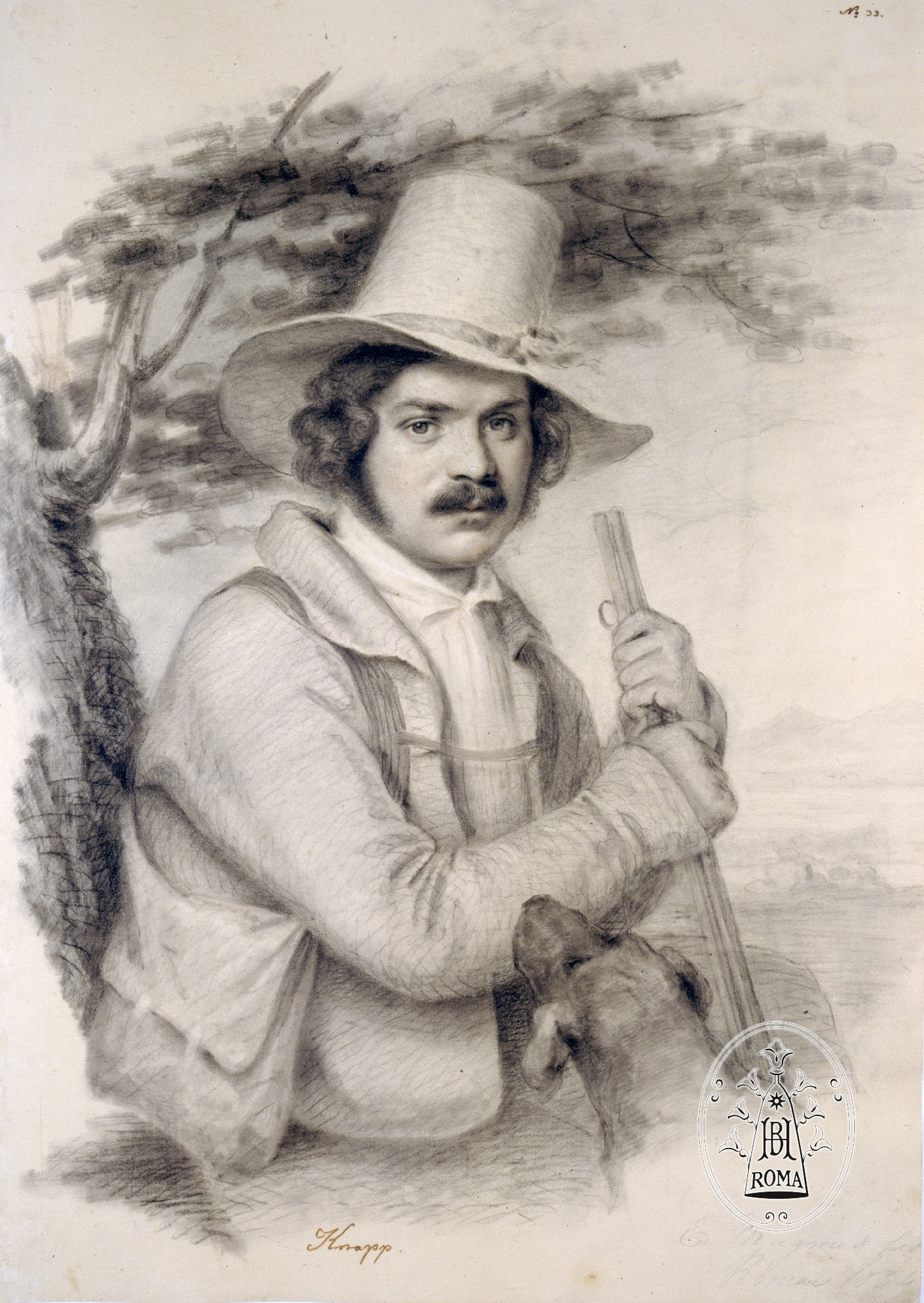
Johann Michael Knapp, gezeichnet von Eduard Magnus, Rom 1834

Johann Michael Knapp (* 10. März 1791 in Stuttgart; † 22. Oktober 1861 ebenda) war württembergischer Hofbaumeister in Stuttgart.

## Leben
Sein Vater Johann Michael Knapp stammte aus Ditzingen und war Bäckerobermeister in Stuttgart, seine Mutter Elisabetha Margaretha Bauder kam aus Waiblingen. 1808/09 besuchte er die polytechnische Schule in Karlsruhe. Ab 1815 durfte Knapp Kunststudien bei Johann Heinrich Dannecker in Stuttgart betreiben. Er verbrachte Lehrjahre in Mailand (1818) und in Rom (1819–1840). In Rom war er Mitglied der Ponte-Molle-Gesellschaft. 1840 wurde er Mitglied der Congregatio dei Virtuosi al Pantheon.
1820 zeichnete er bei Giovanni Salucci Konstruktionspläne für die Grabkapelle auf dem Württemberg für Königin Katharina.
Eine Neapelreise brachte ihn 1820/21 auch nach Pompeji. Von 1829 bis 1832 arbeitete er bei der Erforschung und Illustration etruskischer und frühhellenistischer Baudenkmale in Sizilien und Italien.
1837 heiratete er Josephine Sofie Haag; die Ehe wurde 1849 geschieden. 1840 wurde er zum württembergischen Hofbaumeister ernannt. Er starb 1861 in seiner Heimatstadt Stuttgart und fand seine letzte Ruhestätte auf dem dortigen Fangelsbachfriedhof.

## Werke

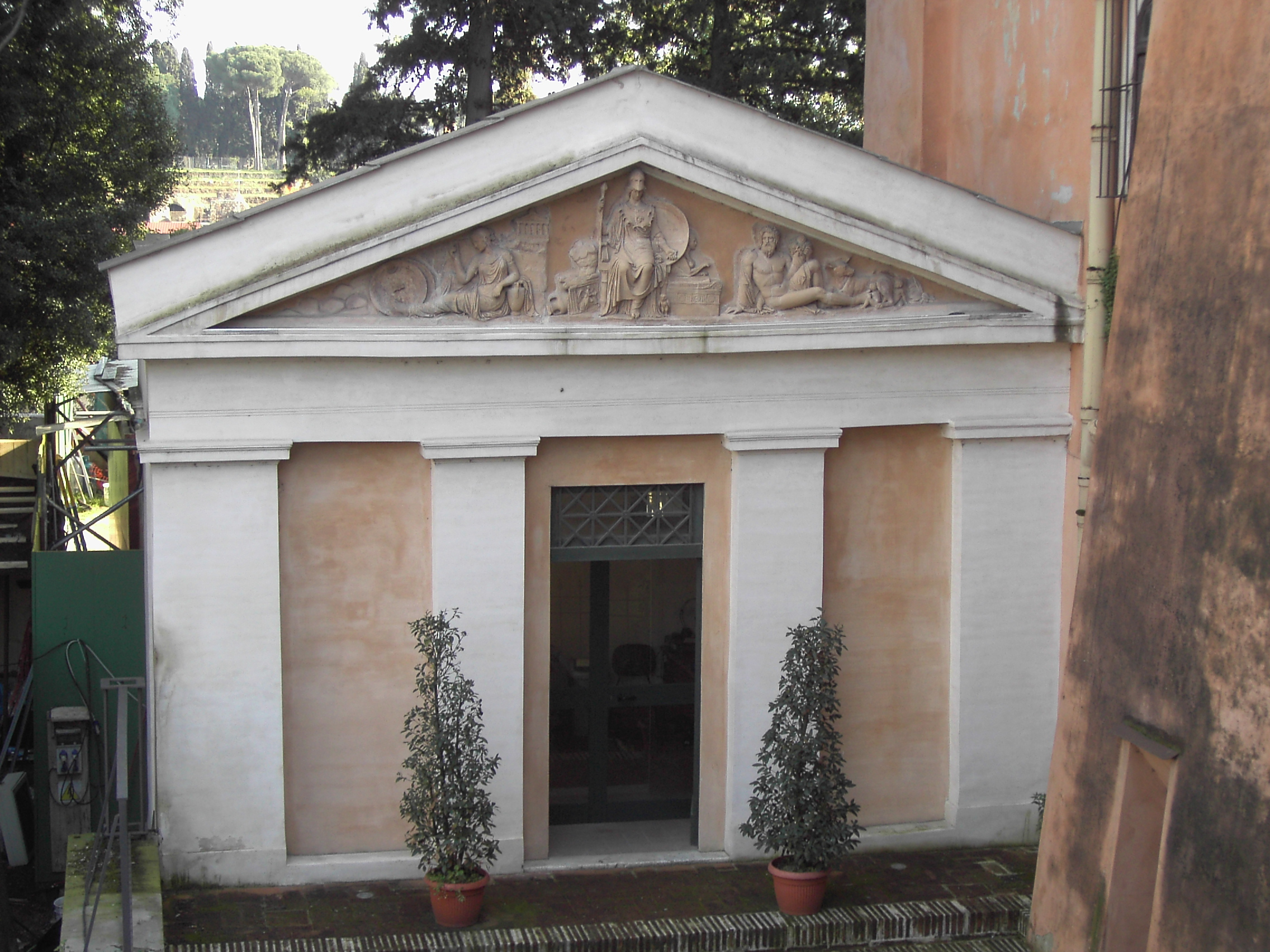
Casa Tarpeia, Rom

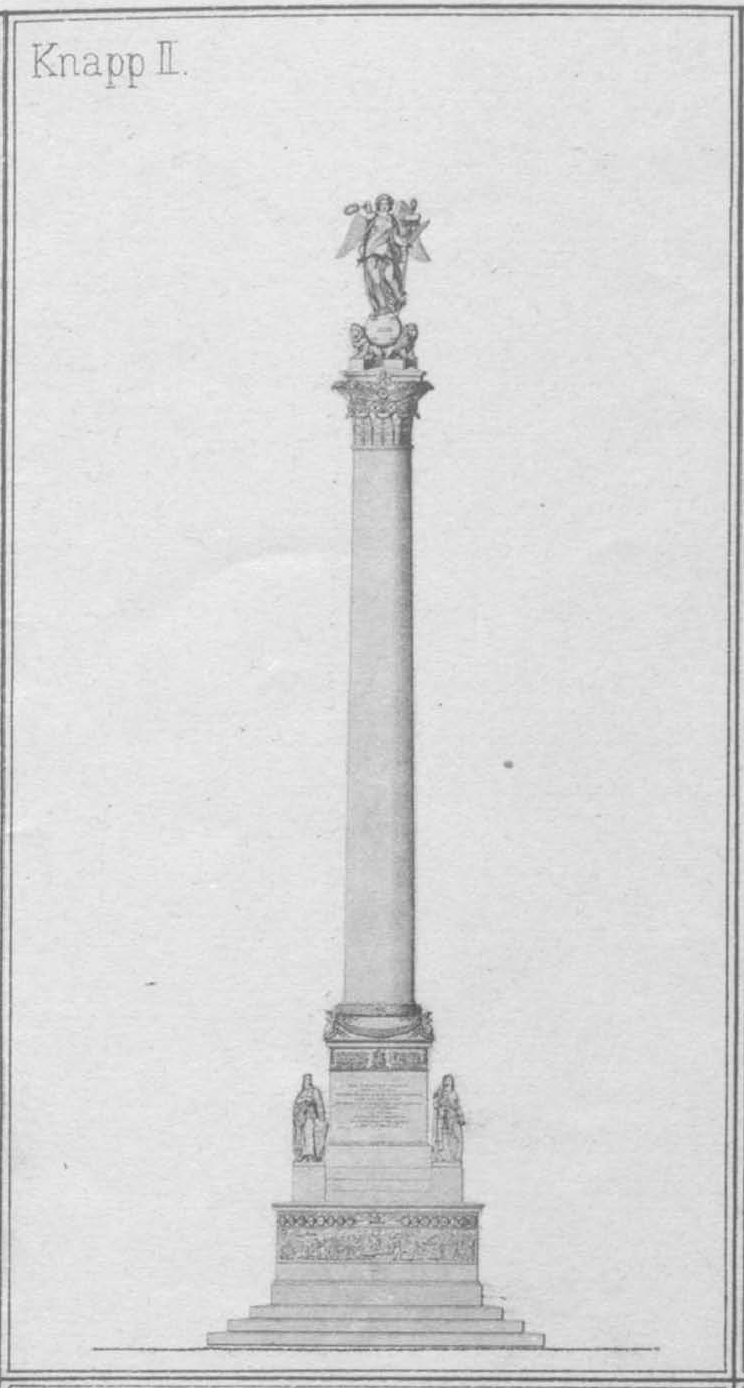
Knapps Entwurf zur Jubiläumssäule

- 1833 erbaute er ein Haus an der Ecke Via del Corso/Via Convertite in Rom
- 1835 erbaute er die Casa Tarpea auf dem Kapitol in Rom als Sitz des Instituto di corrispondenza archeologica.
- 1836 bis 1839 errichtete er für seinen Bruder eine Metallwarenfabrik und Kunstmühle bei Backnang, das heutige Neuschöntal.
- 1841 zeichnete er erste Entwürfe für die geplante Jubiläumssäule zum 25-jährigen Regierungsjubiläum König Wilhelms I. auf dem Stuttgarter Schloßplatz. Im selben Jahr entstand eine provisorische Säule aus Holz anlässlich des Festzuges der Württemberger. Das bekannteste Werk Knapps in Stuttgart wurde dann bis 1846 zu Ehren König Wilhelms I. errichtet; gekrönt wurde sie 1863 von der fünf Meter hohen Bronzefigur der Konkordia, der altrömischen Göttin der Eintracht.
- Den Abschluss des Schloßplatzes nach Norden entlang der Königstraße bildet der spätklassizistische Königsbau, 1855–1859 erbaut von der Hofarchitekten Johann Michael Knapp und Christian Friedrich von Leins.
- Außerdem war er beteiligt an der Gestaltung der Parkanlagen des Schloßplatzes und verschiedener Stadttore.

## Schriften
- mit Johann Gottfried Gutensohn: Denkmale der christlichen Religion oder Sammlung der christlichen Kirchen Roms. Rom 1822–27. Auch: Die Basiliken des christlichen Roms. Mit 50 Kupfertafeln. München 1843.